# Silvana Altahona
Silvana Patricia Altahona López (Bucaramanga, 26 de noviembre de 1984) conocida también como Silvana del Mar es una modelo y presentadora colombiana, nacionalizada estadounidense.

## Biografía
Participó en 2005 como candidata por el Departamento del Meta al Concurso Nacional de Belleza. Es abogada graduada de la Universidad de Los Andes. Fue presentadora de farándula en Noticias Caracol y del programa También Caerás, de Caracol Televisión. 

## Trayectoria
- También caerás
- Entertainment Channel
- Anexo:Premios especiales en el Concurso Nacional de Belleza de Colombia
- Anexo:Concurso Nacional de Belleza de Colombia 2005
- Señorita Meta
- Teletón Colombia de 2011
- Pulsarmania Reto 10